# Аерофагия
Аерофагията е поглъщане на въздух при хранене, дишане с отворена уста, пушене, консумация на газирани напитки, дъвчене на дъвка и други.
На ден човек поглъща средно от 2 до 4 литра въздух, без това да води до някакви проблеми. Едва когато количеството на въздуха се повиши, може да се говори за аерофагия.
Състоянието се характеризира със следните симптоми: подут корем, често оригване, къркорене на стомаха, флатуленция, понякога болка.
Счита се, че неправилното хранене и стресът също може да са причина за прекомерното поглъщане на въздух.